# Воейково (Орловская область)
Вое́йково — село в Хотынецком районе Орловской области России. Административный центр Аболмасовского сельского поселения.

## География
Воейково располагается в западной части Аболмасовского сельского поселения, в 3,5 км северо-западнее от районного центра — пгт. Хотынец.

### Климат
Село находится в зоне умеренно континентального климата.

## История
До революции Воейково относилось к Карачевскому уезду Орловской губернии.
Во время Великой Отечественной войны осенью 1941 года село было захвачено немцами. Населённый пункт был освобождён 10 августа 1943 года усилиями 18 гвардейской стрелковой дивизии РККА.

## Население
| 2002 | 2010 |
| ---- | ---- |
| 307  | ↘286 |

## Транспорт
Автодорога межмуниципального значения 54К-382 связывает село Воейково с районным центром.

### Улицы
- ул. Луговая
- ул. Молодёжная
- ул. Полевая
- ул. Садовая
- ул. Центральная